# Colome
Colome è un comune degli Stati Uniti d'America, situato in Dakota del Sud, nella contea di Tripp.